# أوتا (طوكيو)
أوتا (باليابانية: 大田区أوتا-كو) وتعني «حي أوتا» هو أحد أحياء طوكيو ال 23. حي أوتا هو أكبر أحياء طوكيو مساحة.

## تاريخ
تم تأسيس الحي في 15 مارس 1937. وذلك بدمج 7 الأحياء القديمة أوموري وكاماتا.

## مواصلات

### مطارات
- مطار طوكيو هانيدا الدولي

### شركات
- سيجا
- كانون (شركة)
- نامكو

## توأمة
لأوتا (طوكيو) اتفاقيات توأمة مع:
- سالم

## أعلام
- كارينا مارويوما
- مامورو أوشي
- مينورو تاناكا
- أيومي موريتا
- جيرو كاماتا

## مواقع خارجية
- الموقع الرسمي لمدينة أوتا باللغة الإنكليزية
- الموقع الرسمي لمدينة أوتا باللغة اليابانية